# 奥田和重
奥田 和重（おくだ かずしげ、1952年4月2日 - ）は、日本の経営工学者。小樽商科大学名誉教授・元副学長。工学博士（京都大学）。日本生産管理学会元理事。日本経営工学会元北海道支部長。
専門は経営システム工学・経営情報学、ビジネスプランニング・経済工学、生産管理・社会システム工学など。

## 略歴
1976年大阪工業大学工学部経営工学科卒業。1982年大阪府立大学（現：大阪公立大学）大学院工学研究科修士課程修了。のちに、京都大学にて工学博士号を取得。小樽商科大学商学部に助手として着任後、1988年同学部助教授を経て、1995年同学部教授。1997年同学部社会情報学科長。2004年同大学大学院商学研究科アントレプレナーシップ専攻教授。2007年より2014年まで同大学副学長も務めた。2018年同大学名誉教授。小樽商科大学（商学部・商学研究科）で30年以上の長きに渡り教鞭をとった。
主な所属学会は、日本経営工学会、日本生産管理学会、日本経営情報学会、日本情報経営学会、日本機械学会、システム制御情報学会、計測自動制御学会など。主な著書は、経営科学入門（単著、ムイスリ出版 2001、学術書）、MBAのためのERP（共著、同文舘2007、学術書）など。

## 主な研究論文
- 奥田和重「ダイナミック・ゲーム理論による企業間連携モデルの解析」『商学討究』第66巻第1号、小樽商科大学、2015年、11-45頁、ISSN 0474-8638。
- 奥田和重「分権的生産システムの最適化に関する研究 第1報 非協力ゲームによる単一期間生産計画問題の最適化」『日本機械学会論文集Ｃ編』第65巻第633号、日本機械学会、1999年、2116-2121頁、doi:10.1299/kikaic.65.2116、ISSN 0387-5024。
- 戸島貴子, 奥田和重「遺伝的アルゴリズムによるスケジューリング問題の最適化」『商学討究』第44巻第4号、小樽商科大学、1994年、143-170頁、ISSN 0474-8638。
- 田島貴裕, 奥田和重「小規模e-learningを対象とした経済性分析の検討」『日本教育工学会論文誌』第29巻第3号、日本教育工学会、2006年、371-378頁、ISSN 1349-8290。
- 奥田和重「循環型産業システムに関する研究(リサイクル・システムと 経済的手段)」『商学討究』第50巻第2/3号、小樽商科大学、2000年、85-102頁、ISSN 0474-8638。